# Kwasi Poku
Kwasi Poku (ur. 6 lutego 2003 w Brampton) – kanadyjski piłkarz pochodzenia ghańskiego występujący na pozycji napastnika, reprezentant Kanady, od 2024 roku zawodnik belgijskiego RWD Molenbeek.